# Municipalità locale di Pixley ka Seme
Pixley ka Seme è una municipalità locale (in inglese Pixley ka Seme Local Municipality) appartenente alla municipalità distrettuale di Gert Sibande della provincia di Mpumalanga in Sudafrica. 
In base al censimento del 2001 la popolazione residente è di 83 235 abitanti.
Il suo territorio si estende su una superficie di 5.227 km² ed è suddiviso in 11 circoscrizioni elettorali (wards). Il suo codice di distretto è MP304.

## Geografia fisica

### Confini
La municipalità locale di Pixley ka Seme confina a nord con quelle di Lekwa e Msukaligwa, a est con quella di Mkhondo, a sudest con quella di eDumbe (Zululand/KwaZulu-Natal), a sud con quelle di Emadlangeni e Newcastle (Amajuba/KwaZulu-Natal), a sudovest  con quella di Phumelela (Thabo Mofutsanyane/Free State), e a ovest con quella di Lekwa.

### Città e comuni
- Amersfoort
- Daggakraal
- eSizameleni
- eZamokuhle
- Latemanek
- Perdekop
- Seme
- Siyazenzela
- Volksrust
- Vukuzakhe
- Wakkerstroom
- Witkoppie

### Fiumi
- Assegaai
- Buffels
- Gansvleispruit
- Harts
- Hlelo
- Klein - Vaal
- Klip
- Modderspruit
- Ntombe
- Rietspruit
- Sandspruit
- Skulpspruit
- Vaal
- Waterval
- Wielspruit
- Witbankspruit

### Dighe
- Amersfoort Dam
- Balfour Dam
- Schuilhoek Dam